# Il re di Parigi
Il re di Parigi (Король Парижа, Korol' Pariža) è un film del 1917 diretto da Evgenij Bauėr e Ol'ga Rachmanova, basato sul romanzo omonimo di Georges Ohnet.

## Trama
Ad una riunione mondana presso la contessa Dirnstein, un misterioso signore solleva il giovane Roger Brenoi da una situazione a dir poco imbarazzante (era stato sorpreso a barare al gioco) e da un grosso debito, offrendogli seduta stante una ingente somma di danaro. Roger si vede costretto ad accettare, e quando chiede al suo salvatore cosa egli voglia in cambio, l'uomo  - che dice di chiamarsi Venkov, conte Venkov – gli risponde che vuole la sua alleanza al fine di diventare "re di Parigi". Con questa espressione Venkov, come spiega al suo recente protetto esponendogli la sua "filosofia", intende alludere ad una posizione di potere ottenibile nell'alta società francese tramite un trattamento spregiudicato e cinico – forse dovuto a un impulso di rivalsa - delle persone che ne fanno parte.
Avendo notato la (perfettibile) inclinazione di Roger all'inganno nel gioco d'azzardo, Venkov gli suggerisce alcuni trucchi derivati dalla sua superiore esperienza nel campo, e i due riescono in breve tempo a ricavare indebitamente grosse somme barando.
Ma Venkov e il suo nuovo complice Roger (che ora viene presentato in società come "marchese di Prédemont") aspirano a truffe ancora più redditizie. La principale delle quali è proprio diretta verso la contessa Dirnstein – che viene irretita in un falso rapporto amoroso - e il figlio di lei, Jean. Ma sarà proprio Jean, insieme ad un'altra appartenente agli alti circoli sociali, Juliette - la cui "liaison" con Jean viene nel frattempo a profilarsi -, a sventare il pericolo. Dopo essere scampato ad un agguato mortale ordito dai truffatori, Jean viene coinvolto in un duello con Venkov (la cui vera identità, di un tale Rascal', viene ora ad essere conosciuta) e lo uccide.